# San Daniele Po
San Daniele Po là một đô thị ở tỉnh Cremona, vùng Lombardia của Italia, có vị trí cách khoảng 90 km về phía đông nam của Milan và khoảng 14 km về phía đông nam của Cremona. Tại thời điểm ngày 31 tháng 12 năm 2004, đô thị này có dân số 1.481 người và diện tích là 22,7 km².
Đô thị San Daniele Po có các frazioni (đơn vị trực thuộc, chủ yếu là các làng) Isola Pescaroli, Sommo con Porto and Margherita.
San Daniele Po giáp các đô thị: Cella Dati, Motta Baluffi, Pieve d'Olmi, Roccabianca, Sospiro, Zibello.